# NGC 346
NGC 346 é um aglomerado aberto com nebulosa, pertencente à Pequena Nuvem de Magalhães, na direção da constelação de Tucana. O objeto foi descoberto pelo astrônomo James Dunlop em 1826, usando um telescópio refletor com abertura de 9 polegadas. Devido a sua moderada magnitude aparente (+10,3), é visível apenas com telescópios amadores ou com equipamentos superiores.